# Nroff
nroff (acronimo di "new roff") è un programma Unix per la formattazione di testi; esso produce un output adatto a stampanti o terminali a larghezza fissa. È parte integrante del sistema di help di Unix, utilizzato in particolare per la visualizzazione delle pagine di man. È il predecessore del sistema di processazione per documenti troff.

## Storia
nroff è stato scritto da Joe Ossanna nel 1973, scritto in linguaggio assembler per il PDP-11, e successivamente riscritto in C.

## Varianti
Il sistema operativo Minix, più degli altri Unix-like, usa un clone di nroff chiamato cawf (sviluppato da Vic Abell), basato su awf (Amazingly Workable Formatter - Formattatore meravigliosamente funzionante).
Esiste anche una versione, denominata groff, elaborata nell'ambito del progetto GNU, come rimpiazzo.
Al momento tuttavia non ci sono validi sostituti per la suite di tool nroff/troff, i programmi alternativi sinora disponibili pare si siano dimostrati sufficienti per la visualizzazione e la stampa di documenti base nonché delle man pages utilizzate nelle distribuzione GNU/Linux.